# Berkeley Illinois Maryland Array
BIMA (Berkeley Illinois Maryland Array) était un interféromètre millimétrique, géré par la Berkeley Illinois Maryland Association.
 Celui-ci était situé aux États-Unis, au nord de l’État de la Californie, sur le plateau de Hat Creek (en).

## Caractéristiques
Ce réseau de radiotélescopes, est constitué de dix antennes de 6 m de diamètre chacune. Celles-ci sont montées sur des rails, ce qui permet l'obtention d'une grande ligne de base de 2 km et celle d’une petite ligne de base de 8 m. Ceci permet l’étude d’émissions dont les longueurs d'onde sont aux alentours de 3 mm.
Depuis sa mise en place il a entre autres détecté des couronnes de gaz moléculaires autour du noyau des galaxies actives, ainsi que l’existence de plusieurs systèmes stellaires doubles et triples.
Cet interféromètre a été fusionné en 2005 avec OVRO pour former ainsi CARMA.